# Cantón de Bray-sur-Somme
El cantón de Bray-sur-Somme era una división administrativa francesa, que estaba situada en el departamento de Somme y la región de Picardía.

## Composición
El cantón estaba formado por diecinueve comunas:
- Bray-sur-Somme
- Cappy
- Cerisy
- Chipilly
- Chuignolles
- Éclusier-Vaux
- Étinehem
- Frise
- Herbécourt
- La Neuville-lès-Bray
- Méricourt-l'Abbé
- Méricourt-sur-Somme
- Morcourt
- Morlancourt
- Sailly-Laurette
- Sailly-le-Sec
- Suzanne
- Treux
- Ville-sur-Ancre

## Supresión del cantón de Bray-sur-Somme
En aplicación del Decreto nº 2014-263 de 26 de febrero de 2014, el cantón de Bray-sur-Somme fue suprimido el 22 de marzo de 2015 y sus 19 comunas pasaron a formar parte; once del nuevo cantón de Albert, siete del nuevo cantón de Corbie y una del nuevo cantón de Péronne.